# Oriana Maggi
Oriana Maggi (1951) es una botánica, micóloga, profesora, taxónoma, conservadora y exploradora italiana.

## Carrera
Desarrolla actividades académicas y científicas en el Laboratorio de Biodiversidad de hongos, en la Universidad de Roma La Sapienza.
En 1974, se graduó en Ciencias Biológicas, con honores, por la Universidad de Roma "La Sapienza. Desde 1975, como ganadora de una beca de Educación Científica y Enseñanza Ministerial, el Ministerio de Educación, ha trabajado en la Universidad de Roma "La Sapienza", el Laboratorio de Micología de taxonomía y ecología de los hongos microscópicos Temas como investigadora asociada. Desde 30 de junio de 1981 se unió como Investigadora confirmada en la Universidad de Roma, que ha pasado a la sentencia de idoneidad para el grupo de sujetos n. 73 (Botánica) de la Facultad de Ciencias Mat.Fis. y Nat. (hoy se enmarca en el sector científico BIO / 02). Con esta calificación ha seguido realizando actividades educativas y científicas en el Departamento de Biología Vegetal.

## Algunas publicaciones
- anna maria Persiani, fabio Lombardi, dario Lunghini, vito mario Granito, roberto Tognetti, oriana Maggi, silvia Pioli, marco Marchetti. 2015. Stand structure and deadwood amount influences saproxylic fungal biodiversity in Mediterranean mountain unmanaged forests. Forest 9: 115 - 124.

- vito mario Granito, dario Lunghini, oriana Maggi, anna maria Persiani. 2015. Wood-inhabiting fungi in southern Italy forest stands: morphogroups, vegetation types and decay classes. Mycologia 107 (6): 1074 - 1088. Resumen.

- f. Pinzari, m. Reverberi, g. Piñar, o. Maggi, anna maria Persiani. 2014. Metabolic profiling of Minimedusa polyspora (Hotson) Weresub & P.M. LeClair, a cellulolytic fungus isolated from Mediterranean maquis, in Southern Italy. Plant Biosystems 148 (2): 333 - 341, doi 10.1080/11263504.2013.877536

- d.p. Di Lonardo, f. Pinzari, d. Lunghini, o. Maggi, v.m. Granito, anna maria Persiani. 2013. Metabolic profiling reveals a functional succession of active fungi during the decay of Mediterranean plant litter. Soil Biol. & Biochemistry 60: 210 - 219.

- f.a. Dutigliano, m. Migliorini, o. Maggi, r. D’Ascoli, p.p. Fanciulli, anna maria Persiani. 2013. Dynamics of fungi and fungivorous microarthropods in a Mediterranean maquis soil affected by experimental fire. European Journal of Soil Biology 56: 33-43. ISSN 1164-5563. doi 10.1016/j.ejsobi.2013.02.006.

- m. Zotti, anna maria Persiani, e. Ambrosio, a. Vizzini, g. Venturella, d. Donnini, p. Angelini, s. Di Piazza, m. Pavarino, d. Lunghini, r. Venanzoni, e. Polemis, v.m. Granito, o. Maggi, m.l. Gargano, g.t. Zervakis. 2013. Macrofungi as ecosystem resource: conservation versus exploitation. Plant Biosystems 147 (1): 219 - 225.

- d. Lunghini, v.m. Granito, d.p. Di Lonardo, o. Maggi, anna maria Persiani. 2013. Fungal diversity of saprotrophic litter fungi in a Mediterranean maquis environment. Mycologia 105 (6): 1499 - 1515.

- anna maria Persiani, oriana Maggi. 2013. Species-abundance distribution patterns of soil fungi: contribution to the ecological understanding of their response to experimental fire in Mediterranean maquis (southern Italy). Mycologia 105 (2): 260 - 276.

- ---------------, ---------------, j. Montalvo, m.a. Casado, f.d. Pineda. 2008. Mediterranean grassland soil fungi: Patterns of biodiversity, functionalredundancy and soil carbon storage. Plant Biosystems 142 (1): 111 – 119.

- oriana Maggi, anna maria Persiani, m.a. Casado, f.d. Pineda. 2005. Effects of elevation, slope position and livestock exclusion on microfungiisolated from soils of Mediterranean grasslands. Mycologia 97 (5): 984 – 995.

## Honores[2]

### Membresías
- Società Botanica Italiana

### Partícipe como Comisaria
- en los comités de selección para los puestos de investigador universitario en:
- Universidad de Molise (Campobasso) en 2000
- Universidad de Milán en 2006
- Universidad de Sassari en 2008
- La abreviatura «Maggi» se emplea para indicar a Oriana Maggi como autoridad en la descripción y clasificación científica de los vegetales.[3]